# .txt
.txt är en filändelse på textfiler med enbart enkel text utan formatering, annat än sådan som är avsedd att direkt tolkas av läsaren. En .txt-fil är också uttryckligen avsedd att läsas, inte att tolkas av något datorprogram.
Filändelsen syftar inte på något specifikt filformat; såväl teckenkodning som sätten att beteckna nyrad varierar. .txt-filer skall dock inte förväxlas med dokumentfiler i ordbehandlingsprograms egna format, som ofta innehåller programspecifik formatering, bilder och annan binär information (se till exempel .odt, .doc och .rtf).

## Relaterade program
Filer med extensionen .txt läses och redigeras i allmänhet med textredigerare eller speciella program för ändamålet (en. terminal pager), såsom more i Unix. Med standardinställningar öppnas dessa filer i Windows med programmet "Anteckningar". Det finns dock också i Windows mer mångsidiga program för ändamålet, till exempel textredigerare avsedda för programmerare.